# Красне Сонце (Псковська область)
Красне Сонце (рос. Красное Солнце) — присілок в Бєжаницькому районі Псковської області Російської Федерації.
Населення становить 274 особи. Входить до складу муніципального утворення Бєжаницьке муніципальне утворення.

## Історія
Від 2005 року входить до складу муніципального утворення Бєжаницьке муніципальне утворення.

## Населення
| 2001 | 2002 | 2010 |
| ---- | ---- | ---- |
| 335  | ↘301 | ↘274 |